# 시몬 볼리바르의 생가

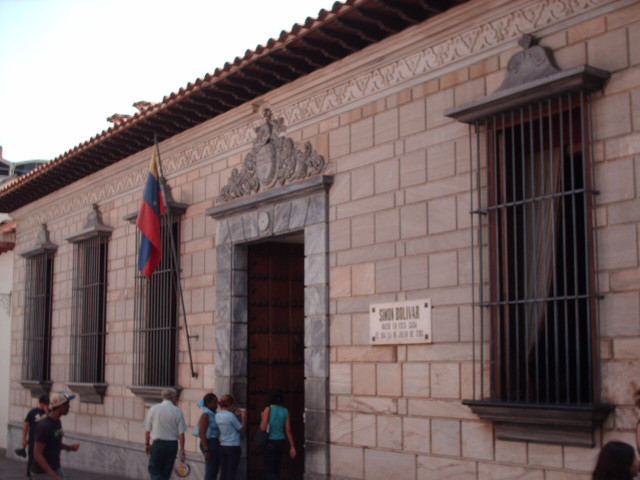

시몬 볼리바르의 생가(스페인어: Casa Natal del Libertador Simón Bolívar)은 베네수엘라의 수도 카라카스의 17세기 집으로, 여기는 베네수엘라, 라틴아메리카의 독립의 영웅 시몬 볼리바르가 태어난 곳이다. 현재는 중요한 관광 명소로 잡힌 이 건물은 볼리바르 광장의 동쪽 샌재신토(San Jacinto) 광장에서 조금 떨어진 거리에 위치해 있다. 카라카스 중부에서 살아남은 식민 시대의 몇 안 되는 집들 가운데 하나이다.
관련 건물들 가운데 하나는 볼리비아 박물관의 역할을 하고 있다. 생가와 박물관 모두 무기와 가구를 포함하여 볼리바르와 베네수엘라 독립전쟁을 기념하고 있다.

## 같이 보기
- 볼리바르의 별장